# Apomecyna densemaculata
Apomecyna densemaculata är en skalbaggsart som beskrevs av Stefan von Breuning 1938. Apomecyna densemaculata ingår i släktet Apomecyna, och familjen långhorningar.
Artens utbredningsområde är Kenya. Inga underarter finns listade.